# 安提瓜和巴布达工党
安提瓜和巴布达工党（英語：Antigua and Barbuda Labour Party，缩写为ABLP）是安提瓜和巴布达的一个中间偏右的经济自由主义政党。该党成立于1946年5月18日，创始人是维尔·伯德。该党最初取名为安提瓜工党，后改现名。该党曾是社会党国际的咨询党，一度奉行社会民主主义。